# Детюковка
Детюковка или Березовица (укр. Детюківка, Безеровиця) — левый приток реки Лысогор, протекающий по Прилукскому району (Черниговская область).

## География
Длина — 31, 19 км. Площадь водосборного бассейна — 209 км². Русло реки (отметки уреза воды) в нижнем течении (южнее села Спиваково) находится на высоте 121,0 м над уровнем моря.
Согласно изданию «Чернігівщина: Енциклопедичний довідник», река именуется как Березовица с длиной 11 км и площадью водосборного бассейна 35,4 км².
Река берёт начало от двух ручьёв, что севернее села Желобок. Река течёт в верхнем течении на юг, затем — юго-запад. Впадает в реку Лысогор (на 50-м км от её устья) в селе Берёзовка.
Русло извилистое. В верхнем течении реки создано несколько прудов.
Пойма занята чередующимися лесами и заболоченными участками с лугами.

## Притоки
Поповичка (Бобровица) (правый), безымянная (в селе Рубанов; правый) и множество безымянных ручьёв.

## Населённые пункты
Населённые пункты на реке (от истока к устью):
1. Желобок
2. пгт Талалаевка
3. Старая Талалаевка[4]
4. Слободка
5. Глубокое
6. Берёзовка